# Paul Loicq
Paul Loicq (Brussel, 11 augustus 1888 - Sint-Genesius-Rode, 26 maart 1953) was een Belgisch ijshockeyspeler, -scheidsrechter en sportbestuurder.

## Levensloop
Loicq sloot zich in 1905 aan bij de eerste Belgische ijshockeyclub FPB. Al vlug werd hij ook scheidsrechter en internationaal. In 1920 volgde hij Henry Van den Bulcke op als voorzitter van de Koninklijke Belgische IJshockey Federatie (KBIJF) en in 1922 werd hij voorzitter van de Ligue Internationale de Hockey sur Glace (LIHG). Dat zou hij liefst een kwarteeuw blijven tot in 1947. De laatste maal dat hij geselecteerd was voor de nationale ploeg als speler was in 1925 toen hij al 37 jaar was en hij bleef scheidsrechter tot diep in de jaren dertig. In 1947 gaf hij het voorzitterschap van de IIHF door aan de Zwitser Fritz Kraatz die meteen Paul Loicq de titel van erevoorzitter meegaf.
In 1961 kreeg hij, als enige Belg, een plaats in de Hockey Hall of Fame in Toronto.